# Прилиманское
Прилима́нское (укр. Прилиманське) (до 1946 г. − Татарка) — село, относится к Одесскому району Одесской области Украины.
Основано в 1793 году. Население по переписи 2001 года составляло 3844 человека. Почтовый индекс — 67820. Телефонный код — 4851. Занимает площадь 2,45 км². Код КОАТУУ — 5123783501.

## История
Первое упоминание хуторов в Татарской балке относится к 1791 г. /фактически к 1793 г./. На 1802 г. Татарка уже было слободой /селом/.
Есть версия , что в начале существования села была женщина, которая владела хуторами и сделала их отелями, однако эта версия является около-мифической 

### Великая Отечественная война
Во время войны находился на линии фронта Одесской обороны и Прилиманское является один из главных населенных пунктов, который в 43-44 годах помог отодвинуть линию фронта от Одессы. В честь погибших был установлен монумент входящий в Пояс Славы. Также имеются два монумента в самом селе, один «на трассе», второй возле сельского совета.
В 1942-1943 гг. румынские войска обнаружили под селом массовое захоронение жертв расстрелов НКВД, которое исследовала комиссия во главе с А. Биркле, известным также тем, что он исследовал катынские и винницкие расстрелы.

## Инфраструктура
В Прилиманском имеется 2 терминала и 1 почтомат Новой Почты.
1 отделение Укрпочты.
Центр управления селом или же сельский совет находится в Центре села.

Банки
 
В Прилиманском также имеется терминал банка Ощадбанк 
и 2 терминала самообслуживания ПриватБанк на улице  (ул.Центральная(Октябрьская),51, 221)

## Транспорт
Автомобильный транспорт является основным транспортом в посёлке.
Маршрутное такси № 83 проходит по ул.Центральной(ранее ул.Октябрьская) - главной улице села, с заездом на пром. рынок «Седьмой километр» и далее в Одессу.
Из Одессы маршрутное такси №83 отправляется от рынка «Привоз» (график движения утренние часы каждые 15 мин, днем каждые 20-25 мин., вечером раз в 30 мин). Также подходит любой транзитный транспорт идущий по направлению Большая Долина, Овидиополь, Затока и Белгород-Днестровский.
Расстояние до Овидиополя — 25 км, до Одессы — 11 км.

## Образование
В Прилиманском также есть образовательное учреждение
Средняя Прилиманская школа I—III ступеней.
Основана школа была в 1838 году и попала под программу образования введенную в Российской империи. 
в 1904 году была получена награда как лучшей школы Одесской области.
В Школе имеется несколько корпусов от 1 до 11 класса, 2 кабинета информатики, 1 столовая, 1 библиотека, небольшой музей и прочие удобства для учащихся.
В Школе на момент 2023 года учится 1024 ученика от чего создаются проблемы с классами.
```
Сайт школы 
http://prylymanske-zosh.od.sch.in.ua/
```

Кружки
При школе есть кружки для детей, танцы, карате, фитнес для взрослых.
Каждые выходные на большом стадионе за сельским советом проходят соревнования по футболу
Библиотеки
- Сельская в здании сельского совета
- Школьная

## Местный совет
67820, Одесская обл., Овидиопольский р-н, с. Прилиманское, ул. Октябрьская, 120.

## Известные Личности
Прилиманское также имеет знаменитостей.
Так в Прилиманском родилась Елена Степановна Смирнова , которая является бабушкой Леонардо ди Каприо,
Около села Прилиманского родился  Аркадий Давыдович Маранцман, дед известного певца Витас, также в Прилиманском есть много Известных героев войны.